# هور العنز
هور العنز (به عربی: هور العنز) یک منطقهٔ مسکونی در امارات متحده عربی است که در شیخ‌نشین دبی واقع شده‌است.